# Ludwig Schultze (Verwaltungsjurist)
Ludwig Schultze (* 18. April 1900 in München; † 31. Oktober 1962 in Bayreuth) war ein deutscher Verwaltungsjurist und Landrat sowie Präsident der Verwaltungsgerichte in Ansbach und Bayreuth.

## Leben
Nach dem Abitur am Röntgen-Gymnasium Würzburg studierte Ludwig Schultze Rechts- und Staatswissenschaften an der Julius-Maximilians-Universität Würzburg. Während der Schulzeit am Gymnasium musste er von Juni 1918 bis Kriegsende Kriegsdienst als Einjährig-Freiwilliger leisten und war beim Grenzschutz Allgäu eingesetzt. Er war Mitglied des Freikorps Würzburg.
Am 24. Juli 1923 promovierte er in Würzburg mit der Dissertation Die Nothilfe nach geltendem Recht und den Entwürfen zum Dr. jur. Nach der ersten juristischen Staatsprüfung folgte der dreijährige Vorbereitungsdienst (Referendariat), der ihn zum Amts- und Landgericht Würzburg sowie zum dortigen Bezirksamt führte. Nach dem Großen juristischen Staatsexamen im Jahre 1926 fand Schultze eine Anstellung als Assessor bei der Regierung von Mittelfranken. 1929 wurde er Bezirksamtmann in Gunzenhausen, wo er von Juli 1934 bis zum 30. September 1935 vertretungsweise die Leitung der Verwaltung innehatte.
Zum 1. Mai 1933 trat er in die NSDAP (Mitgliedsnummer 3.106.360) ein, wo er Kreisrechtsamtsleiter, Blockhelfer und Kulturwart war. Vom 9. November 1933 an gehörte er der SA-Reserve an. Dort war er zuletzt Scharführer. Am 28. September 1938 erhielt er die Ernennung zum Bezirksamtsvorstand (ab 1939 Landrat) des Bezirksamtes Rehau (ab 1939 Landkreis Rehau). Seine Dienstzeit als Landrat wurde unterbrochen durch Abordnungen im Jahre 1942 als Landrat nach Waldmünchen und Tirschenreuth. Im Mai 1945 wurde er seines Amtes enthoben. Im Entnazifizierungsverfahren stufte ihn die Spruchkammer Tirschenreuth als entlastet ein. So war der Weg frei für eine Rückkehr in den öffentlichen Dienst. Am 11. September 1948 erhielt er eine Anstellung als juristischer Hilfsarbeiter beim Verwaltungsgericht Ansbach, wo er zum Jahresende Verwaltungsrichter wurde. Jahresanfang 1950 wechselte er als Verwaltungsgerichtsrat zum Verwaltungsgericht Bayreuth, wo er 1952 Verwaltungsgerichtsdirektor wurde. Zum 1. Februar 1955 wurde er Präsident des Verwaltungsgerichts Ansbach und übernahm das Amt des Präsidenten des Verwaltungsgerichts Bayreuth am 11. Mai 1956. Schultze verstarb im Amt.